# Café de Paris (Londres)
Pour les articles homonymes, voir Café de Paris.
Le Café de Paris est une discothèque de Londres (Royaume-Uni).

## Géographie
Le Café de Paris se situe dans le West End, à côté de Leicester Square sur Coventry Street.

## Histoire
Le Café de Paris ouvre en 1924 et présente des artistes tels que Dorothy Dandridge, Marlene Dietrich, Harry Gold, Harry Roy, Ken Johnson et Maxine Cooper Gomberg. Louise Brooks, qui travaillait ici en décembre 1924, introduit le charleston à Londres.
Une grande partie du premier succès du Café de Paris est due à la venue du Prince de Galles Édouard, qui est régulièrement invité à dîner avec des notables de la haute société à travers l'Europe. Cole Porter et l'Aga Khan III sont des clients réguliers.
Pendant la Seconde Guerre mondiale, le 8 mars 1941, le café est bombardé peu après le début d'une représentation ; deux bombes tombent dans la salle de bal du sous-sol dans un puits de ventilation et explosent devant la scène. Au moins 34 personnes sont tuées et environ 80 blessées ; parmi les morts, il y a le musicien de jazz Ken Johnson et des membres de son orchestre. Parmi les survivants figure Olivia Jordan, la conductrice et interprète du général de Gaulle à Londres.
Le lieu ne rouvrira pas avant 1948, mais redevient l'un des principaux clubs de théâtre à Londres, accueillant Judy Garland, Josephine Baker, Frank Sinatra, Ava Gardner, Humphrey Bogart, Lauren Bacall, James Mason, David O. Selznick, Jennifer Jones, Tony Hancock ou Grace Kelly. Dans les années 1950, Noël Coward joue souvent au cabaret du Café de Paris, tout comme Marlene Dietrich.
À partir des années 1980, le lieu connaît une popularité renouvelée, en accueillant des tournages de films, comme Absolute Beginners ou Les Frères Krays.
Brian Stein et son Maxwell's Restaurants Group rachètent le lieu en 2002.
Il accueille le concours de sélection du Royaume-Uni pour le Concours Eurovision de la chanson 2016.
Le 21 décembre 2020, le compte Twitter officiel de la salle de concert annonce sa fermeture définitive à cause de la pandémie de COVID-19.